# ヴィリッヒ・フィリップ・ロレンツ・フォン・ダウン

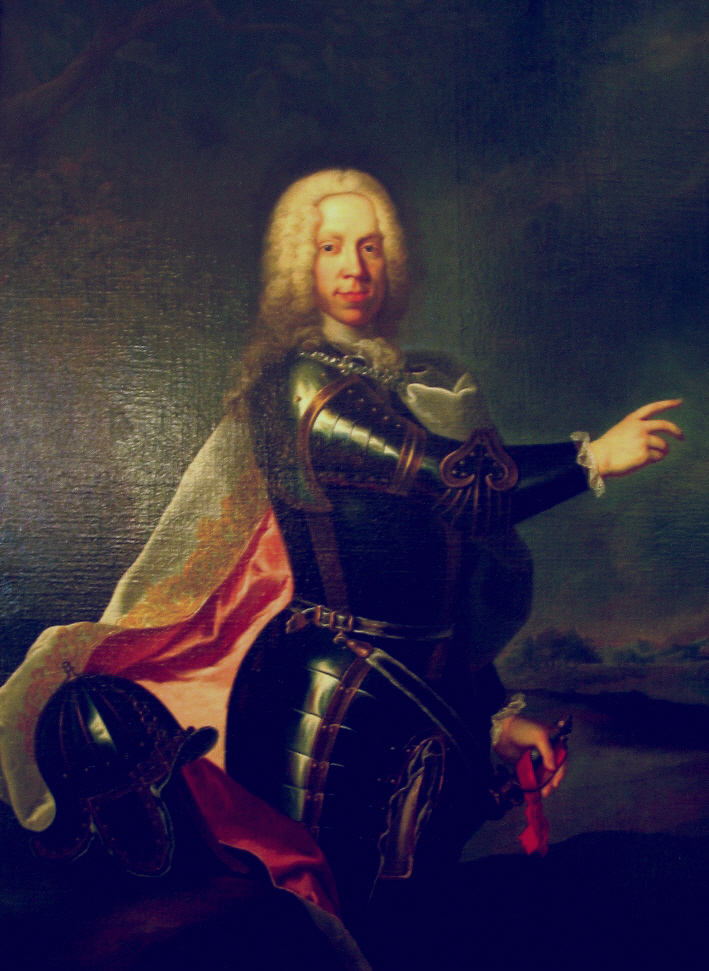
ヴィリッヒ・フィリップ・ロレンツ・フォン・ダウン

ヴィリッヒ・フィリップ・ロレンツ・フォン・ダウン（Wirich Philipp Lorenz Graf von und zu Daun, 1669年10月19日 - 1741年7月30日）は、オーストリアの貴族、軍人。階位は伯爵、元帥。またオーストリアの属領統治を多く経験した政治家でもあった。父のヴィルヘルム・ヨーハン・アントン・フォン・ダウン、息子のレオポルト・フォン・ダウンも軍人で、特にレオポルトはマリア・テレジアのもとで軍事の最高責任者になったことから有名である。

## 生涯
若いころは父の連隊で軍人としての教育を受けた。ハンガリーにおけるオスマン帝国との戦争（大トルコ戦争）からプリンツ・オイゲンの指揮下で戦うようになり、ゼンタの戦いに参加した。スペイン継承戦争が始まると、オイゲンの指揮下でイタリア方面で活躍、キアーリの戦いなどに参加した。
オイゲンがドイツ、フランドル方面に頻繁に移動したため、その間はグイード・フォン・シュターレンベルクがイタリア方面の最高指揮官となったが、その後ハンガリーでフランスに後援されたラーコーツィ・フェレンツ2世の反乱が起こるとシュターレンベルクもそちらへ転出したため、結局ダウンがイタリアにおける常時の最高指揮官となって、サヴォイア公国のヴィットーリオ・アメデーオ2世と共にフランスと戦った。
1705年から1706年にかけて、オイゲンと主力不在のあいだのイタリアの戦いはフランスにかなり押され気味で、たまにオイゲンが戻ってきても劣勢の挽回にはならなかった。さらにはサヴォイア公国領のかなりの範囲を占領され、トリノは孤立してフランス軍に包囲された。ダウンは歩兵をまとめてトリノに籠城する一方、ヴィットーリオ・アメデーオ2世は騎兵を率いてトリノを脱出、フランス軍を包囲陣の外側から攻撃しながらオイゲンの救援を待った。冬の間に同盟諸国から新手の部隊と軍資金を獲得してきたオイゲンは軍を再構成するとフランス軍の妨害を突破してトリノに駆けつけ、トリノを救出した（トリノの戦い）。この戦いでイタリア半島のフランス軍勢力は消滅した。
トリノを守り切ったダウンは高く評価され、ナポリ王国の占領を命じられた。さらには、当時フランス方に肩入れしていたローマ教皇クレメンス11世に圧力をかけるため教皇領に進軍した。結局クレメンス11世はヨーゼフ1世の弟カールをスペイン王と認めた。この功績によってダウンは金羊毛騎士団に加えられた。
1707年にオーストリア、サヴォイア軍はフランス南部のトゥーロンまで攻め込むが撤退し（トゥーロン包囲戦）、戦争の重点がフランドルに移ったため以後オイゲンがやって来ることもなくなった。ダウン指揮のイタリア方面での戦いは一進一退が続き、そのまま終戦を迎えた。引き続く四国同盟戦争でダウンはオーストリア軍を指揮したが、ミラッツォの戦いでスペインに敗れた。しかし戦争はオーストリアの勝利に終わり、領土を失うことはなかった。
ダウンは戦争中2回にわたってナポリ副王を務めた後、ネーデルラント担当大臣として南ネーデルラントへ赴いた。これは、ネーデルラント総督が名誉職的な性格が強く、総督で帝国の最高軍事責任者でもあるオイゲンがネーデルラントに滞在するわけにはいかないので、代役を務めるものであった。しかし、当時ネーデルラントでは貴族、有力商人等のオーストリア統治に対する強い反発と、ダウンの前任者プリエ侯爵ヘルクール・ルイス・トリネッティと、後にオスマン帝国に亡命したことで有名なクロード・アレクサンドル・ド・ボンヌヴァルとのあいだの対立に端を発する政治的混乱が続いていて、これを収拾するのがダウンの仕事だったのだが、任務を果たせないまま、オイゲンが責任を取って総督位を返上したことに伴ってネーデルラントを去った。その後はミラノ総督を長きにわたって務めたが、そこでもポーランド継承戦争で、かつて共に戦ったサヴォイア公国改めサルデーニャ王国にミラノを占領された。
彼はウィーンに、ベルヴェデーレ宮殿ほかいくつもの大貴族の館を設計したヨハン・ルーカス・フォン・ヒルデブラントの手になる屋敷を建てた。